# بیلا شبشتین
بیلا شبشتین (مجاری: Béla Sebestyén; ۲۳ ژانویهٔ ۱۸۸۶ – ۱۹ دسامبر ۱۹۵۹) بازیکن فوتبال اهل مجارستان بود.
از باشگاه‌هایی که در آن بازی کرده‌است می‌توان به باشگاه فوتبال ام‌تی‌کی بوداپست اشاره کرد.
وی همچنین در تیم ملی فوتبال مجارستان بازی کرده‌است.